# Georges Mandjeck
Georges Constant Mandjeck (Douala, 9 december 1988) is een Kameroens voormalig voetballer die doorgaans speelde als middenvelder. Tussen 2006 en 2024 was hij actief voor Kadji Sports Academy, VfB Stuttgart, 1. FC Kaiserslautern, Stade Rennais, AJ Auxerre, Kayseri Erciyesspor, FC Metz, Sparta Praag, opnieuw FC Metz, Maccabi Haifa, Waasland-Beveren, Kocaelispor, Nea Salamis en Hapoel Ironi Kiryat Shmona. Mandjeck maakte in 2009 zijn debuut in het Kameroens voetbalelftal en kwam uiteindelijk tot tweeënvijftig interlandoptredens.

## Clubcarrière
Mandjeck speelde in de Kadji Sports Academy, toen hij in de zomer van 2007 overgenomen werd door het Duitse VfB Stuttgart. Op 30 januari 2008 werd hij verhuurd aan 1. FC Kaiserslautern, waar hij twee dagen later zijn debuut maakte als basisspeler tegen Borussia Mönchengladbach. In juli 2009 huurde Kaiserslautern hem opnieuw van Stuttgart; ditmaal voor een heel seizoen. Stade Rennais kocht Mandjeck in juli 2010; twee jaar later verkaste hij naar AJ Auxerre, wat hij in de zomer van 2013 verliet voor Kayseri Erciyesspor.
Bij de Turkse club zou de Kameroener twee seizoenen actief zijn, waarna hij overgenomen werd door FC Metz. Bij die club zette Mandjeck zijn handtekening zette onder een contract voor twee seizoenen. Dit contract werd een jaar later met twee jaar verlengd, tot de zomer van 2019. Een jaar later verkaste Mandjeck naar Sparta Praag, waar hij voor drie jaar tekende. Na een halfjaar keerde hij tijdelijk terug naar Metz, dat hem tot medio 2018 huurde. Na afloop van deze verhuurperiode stalde Sparta hem nog een keer op huurbasis elders; ditmaal nam Maccabi Haifa hem tijdelijk over.
In 2020 liet Mandjeck Sparta Praag definitief achter zich, toen hij tekende bij Waasland-Beveren. Een jaar later verkaste de middenvelder naar Kocaelispor. Medio 2022 tekende Manjdeck voor een jaar bij Nea Salamis. Na bijna vier maanden zonder club te hebben gezeten tekende de Kameroener eind oktober 2023 bij Hapoel Ironi Kiryat Shmona. Mandjeck besloot in juli 2024 op vijfendertigjarige leeftijd een punt achter zijn actieve loopbaan te zetten.

## Interlandcarrière
In een vriendschappelijke interland op 14 oktober 2009 tegen Angola maakte Mandjeck zijn debuut in het Kameroens voetbalelftal. Hij nam met Kameroen deel aan de FIFA Confederations Cup 2017, waar in de groepsfase werd verloren van regerend wereldkampioen Duitsland, regerend Zuid-Amerikaans kampioen Chili en werd gelijkgespeeld tegen de kampioen van Azië, Australië.

## Erelijst
| Competitie              |                   |                   |                   |                   |
| Competitie              | Aantal            | Jaren             |                   |                   |
| FC Kaiserslautern       | FC Kaiserslautern | FC Kaiserslautern | FC Kaiserslautern | FC Kaiserslautern |
| ----------------------- | ----------------- | ----------------- | ----------------- | ----------------- |
| 2. Bundesliga           | 1                 | 2009/10           |                   |                   |
| Kameroen                |                   |                   |                   |                   |
| Afrikaans kampioenschap | 1                 | 2017              |                   |                   |